# Le Lit défait
Le Lit défait est un roman de Françoise Sagan publié pour la première fois en 1977.

## Résumé
Béatrice Valmont, comédienne de boulevard reconnue, collectionneuse d’hommes, retrouve le jeune Édouard Maligrasse, auteur de théâtre, qui fut son amant cinq ans auparavant. Elle entame avec lui une relation passionnelle. Peu à peu, elle se laisse surprendre par l'amour.
On retrouve ici les personnages d'Édouard et de Béatrice, déjà présents dans le roman Dans un mois, dans un an, publié par Françoise Sagan en 1957.
Le titre du roman vient d'un poème d'Éluard cité en épigraphe.

## Éditions
- Paris, Flammarion, 1977[1] ; rééd., Paris, Stock, 2010[2]

- Paris, Le Livre de poche, 2011[3]